# David Edward Hughes
Pour les articles homonymes, voir David Hughes et Hughes.
David Edward Hughes, né le 16 mai 1831 à Bala dans le Gwynedd (pays de Galles) et mort le 22 janvier 1900 à Londres, est un physicien anglo-américain inventeur du microphone à charbon et un contributeur méconnu à l'invention de la communication sans fil (la future radio).

## Biographie
Né dans une famille galloise très musicale, il est capable à l'âge de 6 ans de jouer remarquablement de la harpe. Il émigre aux États-Unis à l'âge de sept ans. Ses capacités musicales le font remarquer et il débute sa vie comme enseignant en musique au St Joseph's College à Bardston (Kentucky).

## Inventions

### Le télégraphe imprimeur

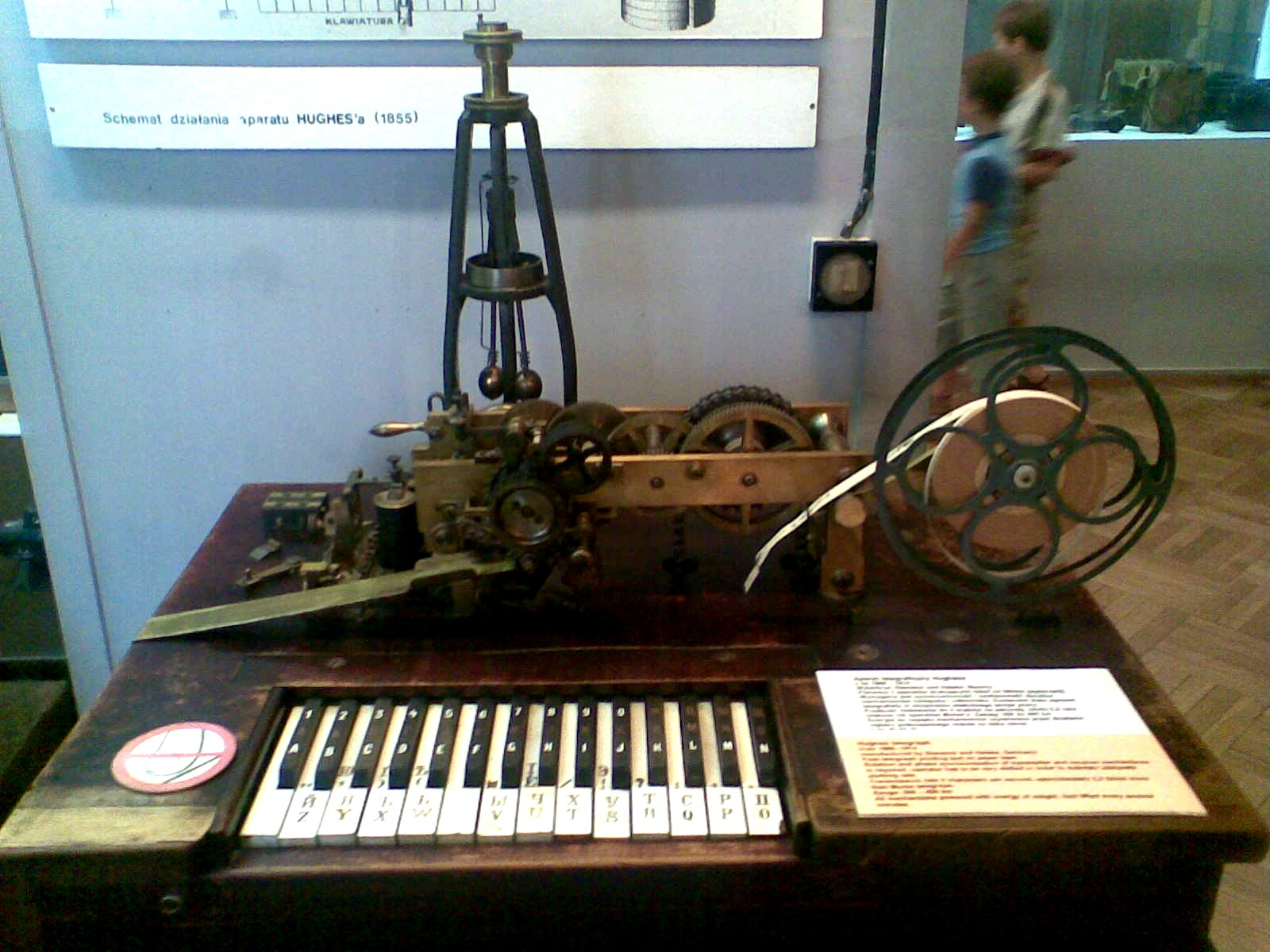
Le télégraphe de Hughes fabriqué par Siemens et Halske Les touches sont disposées sur deux rangées.

En 1855, il met au point le télégraphe imprimeur (téléscripteur), un stylet graveur qui permet d'enregistrer les signaux sur une bande de papier avec le télégraphie électrique de Morse, brevet vendu à l'American Telephone Company. En moins de deux ans, bon nombre de sociétés (dont la Western Union) vont utiliser le système. En Europe, le système Hughes devient le standard international.

### Contribution à l'invention de la radio
En 1879, Hughes découvre que des étincelles engendrent un signal radio pouvant être détecté par un récepteur téléphonique de sa conception. Il expérimente un « spark-gap transmitter and receiver » comme moyen de communication à distance et démontre sa capacité à émettre et recevoir des signaux codés en Morse jusqu'à une distance de 400 mètres. Sir William Crookes, Sir William Henry Preece, William Grylls Adams et James Dewar assistent à des démonstrations du nouveau système.
En février 1880, Hughes présente sa technologie à des représentants de la Royal Society. Tandis qu'il poursuit ses travaux sur les communications sans fil, les publications faites sur le sujet par Heinrich Hertz le prennent de vitesse et le travail de Hughes n'est pas publié avant la parution d'un bref article en 1892 et d'un autre plus étoffé vers 1899. Il publie néanmoins un livre en 1899 et 1901.
On reconnaîtra plus tard qu'Hughes a été le « premier à transmettre effectivement des signaux et que ses expériences de 1879 préfiguraient les découvertes des ondes hertziennes, ou la télégraphie de Marconi ». La technologie de réception radio mise au point par Hughes a mis en évidence des propriétés inédites en présence des signaux radios. Ses travaux sont incontournables dans la conception de ce qu'il appelle le « cohéreur » avec en particulier l'usage d'un carbone semi-conducteur et d'une diode redresseur.

### Perfectionnement du microphone
En 1878 il expérimente un crayon de graphite taillé en pointe aux deux extrémités et le met en vibration avec un courant électrique entre deux plaques de charbon. Il contribue à améliorer le transmetteur téléphonique de Graham Bell.

### Autres inventions
- Il invente la balance à induction et contribue ainsi à la théorie du magnétisme.
- Il invente la cabine téléphonique pour la France vers 1880.

## Distinctions
- Commandeur de la Légion d'honneur (1881)
- Commandeur de l'ordre de Charles III

## Brevets
- 1856, 20 mai : (US Patent 14,917) Télégraphe (avec clavier alphabétique et imprimante)
- 1859, 4 janvier : (US Patent 22.531) Télégraphe Duplex
- 1859, 25 janvier : (US Patent 22.770) Télégraphe imprimeur.

## Postérité

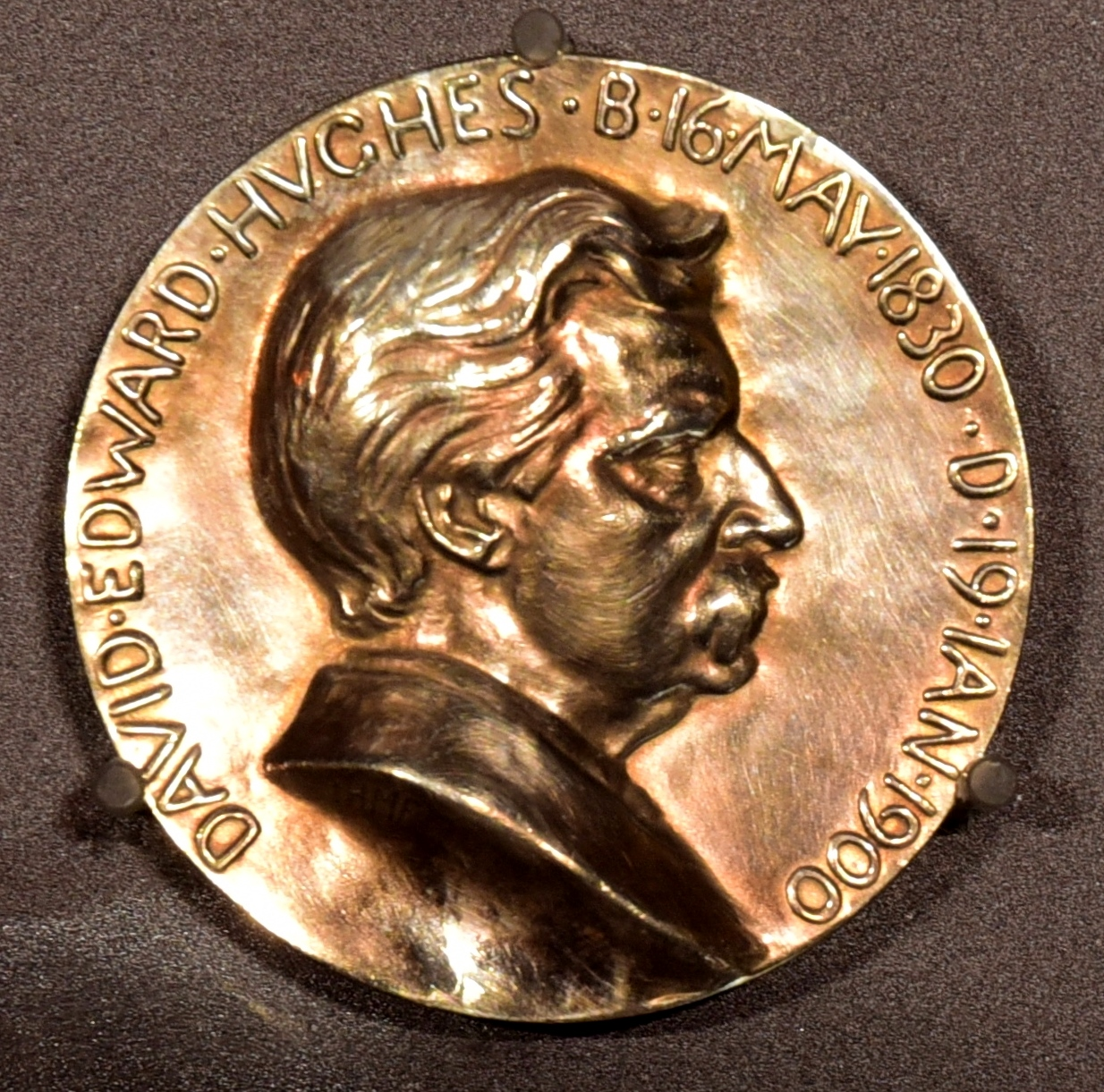
La médaille Hughes.

Bien que n'ayant pas été (à tort) associé au processus de découverte du système de la radio, ses contributions scientifiques sont largement reconnues de son vivant. Il est fait « Fellow of the Royal Society » en juin 1880 et décoré de la « Royal medal » en 1885. La « médaille Hughes » est créée par la Royal Society de Londres en son honneur pour récompenser les scientifiques « pour une invention originale dans le domaine des sciences physiques et en particulier dans ceux de l'électricité, du magnétisme et de leurs applications ».